# Валенсуэла (Филиппины)

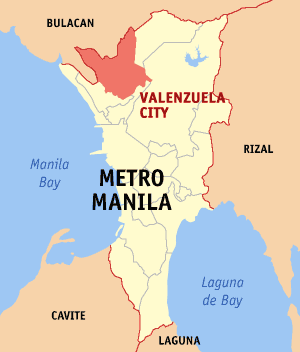

Валенсуэ́ла (таг. Lungsod Ng Valenzuela, англ. и исп. Valenzuela) — город на Филиппинах, один из 16 городов, формирующих Столичный Регион страны — Метро-Манила. Граничит с городами Калоокан (на юге и северо-востоке), Малабон (на юго-западе), Кесон-Сити (на востоке). С населением 575 356 человек, является шестым по величине городом Столичного региона, и десятым по стране.

## Название
Валенсуэла на испанском языке обозначает уменьшительную форму Валенсии. Также это фамилия Пио Валенсуэлы — филиппинского врача и лидера Катипунан, в честь которого город был переименован в 2008 году. Первоначальное название города — Поло. Название Поло таг. pulô означает «остров», несмотря на то, что эта область никогда не была островом. Первоначальный Поло был окружен реками с севера и рекой Таллэхэн на юге.

## География
Географические координаты Валенсуэлы — 14°40’58"N и 120°58’1"E. Город расположен в 14 километрах к северу от столицы страны — Манилы и в 16 км от Манила Бэй, торгового и промышленного порта столицы. Валенсуэла граничит с городами Обандо и Мейкауаяном на севере, с Навотасом на западе, с Малабоном на юге, с Кесоном и северной частью Калоокана на востоке. Помимо административных границ, Валенсуэла и Малабон разделены рекой Туллахан.
Самая высокая точка города — 38 метров над уровнем моря. Поверхностный градиент — 0,55 %. Пологий склон сменяется холмистым ландшафтом в промышленной части города — Канумэе. Средняя высота на уровнем моря — 2 метра.
Из-за изменений климата, связанных с глобальным потеплением, увеличились периоды обильных осадков и высоких приливов, которые в свою очередь приводят к стоячей воде, остающейся на поверхности вплоть до месяца из-за недостаточного дренажа и неправильного удаления твёрдых отходов. Дома в такие периоды часто подтапливаются и жители подвергаются заболеваниям, передающимся через воду, таким как лихорадка денге или лептоспироз. Для снижения рисков, связанных с увеличением количества осадков, необходимы системы раннего предупреждения.

## Достопримечательности
- Резиденция доктора Пио Валенсуэла;
- Колокольня церкви Святого Диего де Алькала;
- Каменная арка Арконг Бато;
- Музей Валенсуэлы;
- Храм Пресвятой Девы Марии Фатимской.

## Города-побратимы
У Валенсуэлы есть следующие города-побратимы:
- Анхелес, Филиппины
- Бустос, Филиппины
- Калапал, Филиппины
- Коронодал, Филиппины
- Нарвакан, Филиппины
- Озамис, Филиппины
- Пагадиан, Филиппины
- Пучхон, Республика Корея
- Санта-Круз, Филиппины